# Aquilops
Genre
Espèce
Aquilops (« tête d'aigle ») est un genre de dinosaure néocératopsien du Crétacé inférieur ayant vécu en Amérique du Nord il y a environ -108 à -104 millions d'années.

## Description
Le crâne découvert mesure 82.4 mm de long mais il est possible qu'il appartient à un individu jeune. Une comparaison avec des espèces apparentées indique qu'il pourrait avoir atteint 60% de sa longueur adulte On estime la longueur de l'Aquilops à 60 cm et son poids à 1.5 kg.
Les auteurs ont établi certains traits uniques. La rostrale, le noyau osseux du bec du museau, se courbe vers le bas et a une quille arquée sur le dessus avec une bosse sur le devant. Devant la rangée de dents, le bord supérieur de la mâchoire est sur sa longueur totale concave en vue latérale. L'ouverture du crâne, la fenêtre antéorbitaire, est deux fois plus longue que haute et a un arrière pointu, sous l'orbite.

## Étymologie
Le nom du genre vient du latin "aquila" (aigle) et du grec "ops" signifiant tête.
Quant au nom de l'espèce, Aquilops americanus, il est dû au fait qu'il a été découvert en Amérique.

## Découverte
En 1997 le paléontologue Scott Madsen découvre le fossile d'une partie d'un crâne au Comté de Carbon dans le sud du Montana. Il a tout d'abord été pris pour un Zephyrosaurus avant de remarquer qu'il s' agissait d'une nouvelle espèce.
L'holotype OMNH 34557 a été trouvé dans une couche de la Formation de Cloverly et date de l'Albien. Il consiste d'un crâne avec les mâchoires inférieures, d'un individu subadulte. L'arrière de la tête et le palais sont les principales parties manquantes.
Le spécimen a été découvert lors d'une expédition supporter par la National Geographic Society et dirigé par Cifelli.

## Autres fossiles de la Formation de Cloverly
Dans roches de la Formation de Cloverly au Montana, en dehors d'Aquilops, les restes d'ornithopodes tels que Tenontosaurus tilleti ou le petit Zephyrosaurus schaffi et l'ankylosaurus Sauropelta edwardsorum ainsi que le mystérieux Microvenator oviraptorosaurus , ou l'ornithomimosaurien laissé sans nom sont connus. Le grand droméosauridé Deinonychus antirrhopus était probablement une menace pour les aquilops et les autres animaux coexistants. Au-dessus d'eux se trouvaient des sauropodes tels que Rugocaudia.